# Jewgeni Wadimowitsch Kurbatow
Jewgeni Wadimowitsch Kurbatow (russisch Евгений Вадимович Курбатов; * 18. Mai 1988 in Swerdlowsk, Russische SFSR) ist ein russischer Eishockeyspieler, der zuletzt beim HK Lada Toljatti in der Wysschaja Hockey-Liga unter Vertrag stand.

## Karriere
Jewgeni Kurbatow begann seine Karriere als Eishockeyspieler in der Nachwuchsabteilung des HK Awangard Omsk, für dessen zweite Mannschaft er von 2005 bis 2007 in der drittklassigen Perwaja Liga aktiv war. In der Saison 2006/07 gab der Verteidiger zudem sein Debüt für Awangards Profimannschaft in der Superliga, in der er in seinem Rookiejahr in 15 Spielen punktlos blieb und vier Strafminuten erhielt. In den folgenden beiden Spielzeiten hatte der Junioren-Nationalspieler einen Stammplatz bei Awangard Omsk, mit dem er in der Saison 2008/09 an der neu gegründeten Kontinentalen Hockey-Liga teilnahm.
Nachdem Kurbatow die Saison 2009/10 bei Awangards Juniorenmannschaft in der multinationalen Juniorenliga MHL begonnen hatte, spielte er von November 2009 bis Januar 2010 in vier Spielen für Gasowik Tjumen aus der Wysschaja Liga, der zweiten russischen Spielklasse, ehe er vom KHL-Klub HK ZSKA Moskau verpflichtet wurde, für den er bis Saisonende in insgesamt neun Spielen auf dem Eis stand, in denen er zwei Vorlagen gab.
Zu Beginn der Saison 2012/13 ging Kurbatow zunächst für das Partnerteam des ZSKA, den THK Twer, aufs Eis, ehe er zu Awtomobilist Jekaterinburg wechselte. Im Juni 2013 kehrte er im Tausch gegen zwei Wahlrechte für den KHL Junior Draft 2014 zum ZSKA zurück, konnte sich aber beim Armeesportklub nicht durchsetzen und wechselte im November 2013 zu Neftechimik Nischnekamsk. Im Juni 2014 wurde er von Amur Chabarowsk verpflichtet, wo er bis 2016 spielte Anschließend stand er zwei Jahre bei Torpedo Nischni Nowgorod unter Vertrag und wurde parallel auch beim HK Sarow in der zweiten Spielklasse eingesetzt.
Nach einem kurzen Abstecher in die zweite slowakische Liga wurde Kurbatow im Januar 2019 vom HK Lada Toljatti verpflichtet.

### International
Für Russland nahm Kurbatow an der U20-Junioren-Weltmeisterschaft 2008 teil, bei der er mit seiner Mannschaft die Bronzemedaille gewann. Im Turnierverlauf erzielte er in sieben Spielen zwei Tore und bereitete weitere drei Treffer vor. Damit war er der Verteidiger mit den meisten Toren des Turniers und wurde zu den drei besten Spielern der russischen Mannschaft gewählt. Zuvor stand er auch im Aufgebot der russischen Junioren-Nationalmannschaft bei der Super Series 2007.

## Erfolge und Auszeichnungen
- 2008 Bronzemedaille bei der U20-Junioren-Weltmeisterschaft
- 2008 Meiste Tore aller Verteidiger bei der U20-Junioren-Weltmeisterschaft

## Statistik
(Stand: Ende der Saison 2010/11)